# Family Computer Disk System
Family Computer Disk System (яп. ファミリーコンピュータ ディスクシステム Фамири: Компю:та Дисуку Сисутэму, официально сокращается до FDS) — периферийное устройство для игровой приставки Family Computer (NES) компании Nintendo, выпущенное 21 февраля 1986 года эксклюзивно для японского рынка. Устройство использовало гибкие диски проприетарного формата (официальное название такой дискеты — Disk Card) для хранения данных. Был анонсирован выпуск устройства на территории Северной Америки и Европы (PAL регион), впоследствии не состоявшийся. За период с 1986 по 2003 год было продано 4,5 миллиона экземпляров устройства.

## История
Уже в 1986 году объём хранимой информации в 112 кб являлся недостаточным, так как первые компьютеры IBM PC (август 1981 года) снабжались дисководами, дискеты которых вмещали до 360 кб. В 1981 году были выпущены на рынок дискеты современного формата 3,5 дюйма, вмещавшие до 720 кб, а распространённый современный тип дискет, вмещающий 1,44 мегабайта был доступен ещё в 1984 году, однако, массовая на тот момент технология была значительно дешевле. Возможность перезаписи информации на магнитном диске открыли новые возможности для компьютерных игр. Так, версии следующих игр для FDS имели возможность сохранения: The Legend of Zelda, Metroid, Kid Icarus. Многие из игр, вышедших в Японии эксклюзивно для FDS, были портированы в формат картриджа и изданы на приставке NES, используя для сохранения питаемую от батареи ОЗУ или систему паролей.

### Аппаратные разновидности

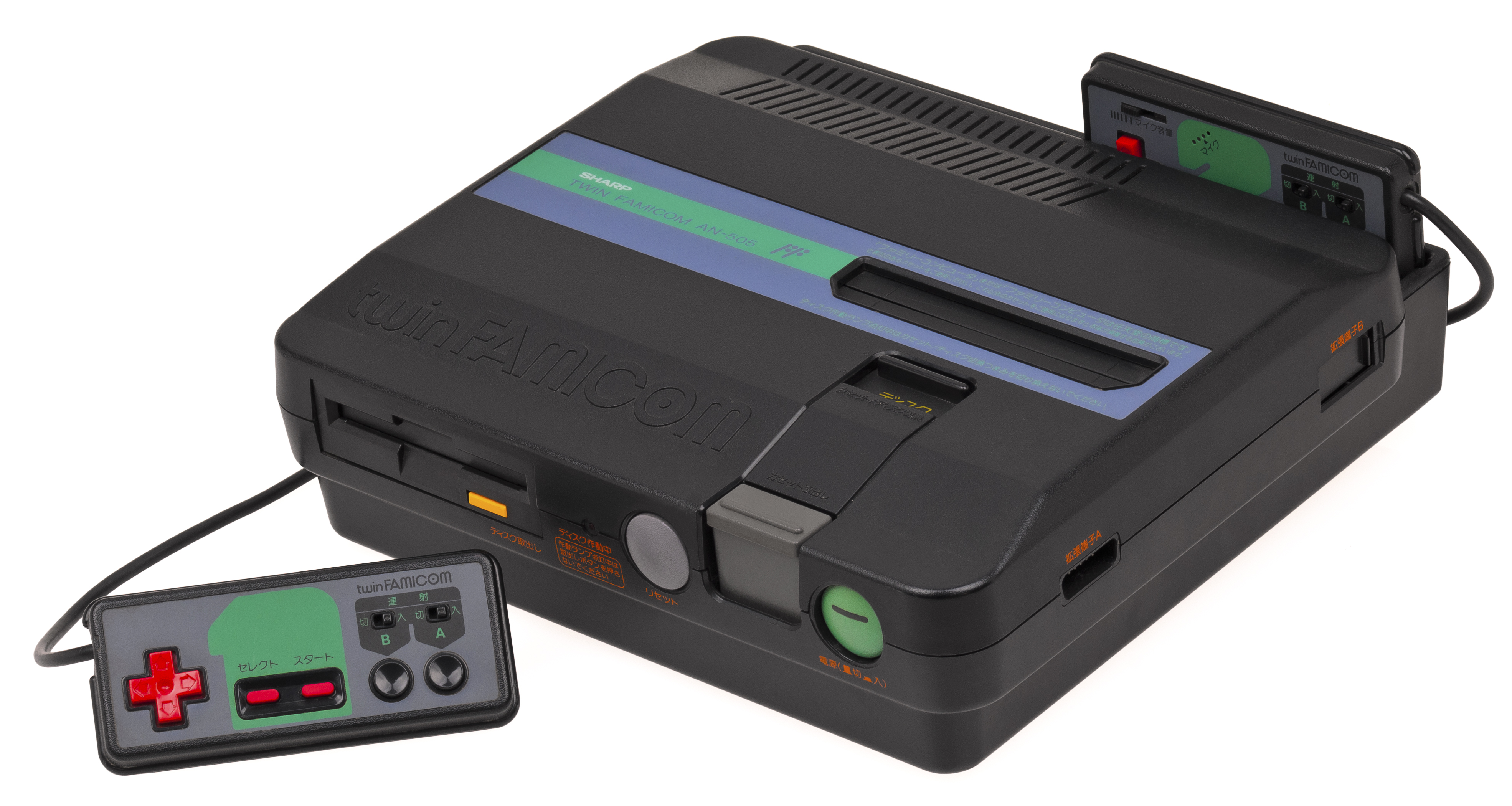
Sharp Twin Famicom

Корпорация Sharp выпустила устройство Twin Famicom (яп. ツインファミコン Цуин Фамикон), вариант приставки Famicom в увеличенном корпусе со встроенным FDS. Устройство было официально лицензировано Nintendo.
Устройство имело стандартный 60-контактный разъем для картриджей Famicom, а также дисковод, работающий с дискетами FDS. На лицевой панели устройства располагались: переключатель источника данных Cassette (яп. カセット касэтто) или Disk (яп. ディスク дисуку), кнопка питания, кнопка перезагрузки, кнопка извлечения дискеты FDS и рычаг извлечения картриджа. Используемый механизм дисковода во многом был аналогичен используемому в современных дисководах.
Устройство не предполагало работы одновременно c двумя источниками данных (картридж и дискета FDS), поэтому имелся переключатель, блокирующий один из них. Однако некоторые аппаратные версии Twin Famicom физически блокировали только картридж, однако даже в этом случае чтение программы с картриджа не осуществлялось во время чтения дискеты.

## Технические особенности

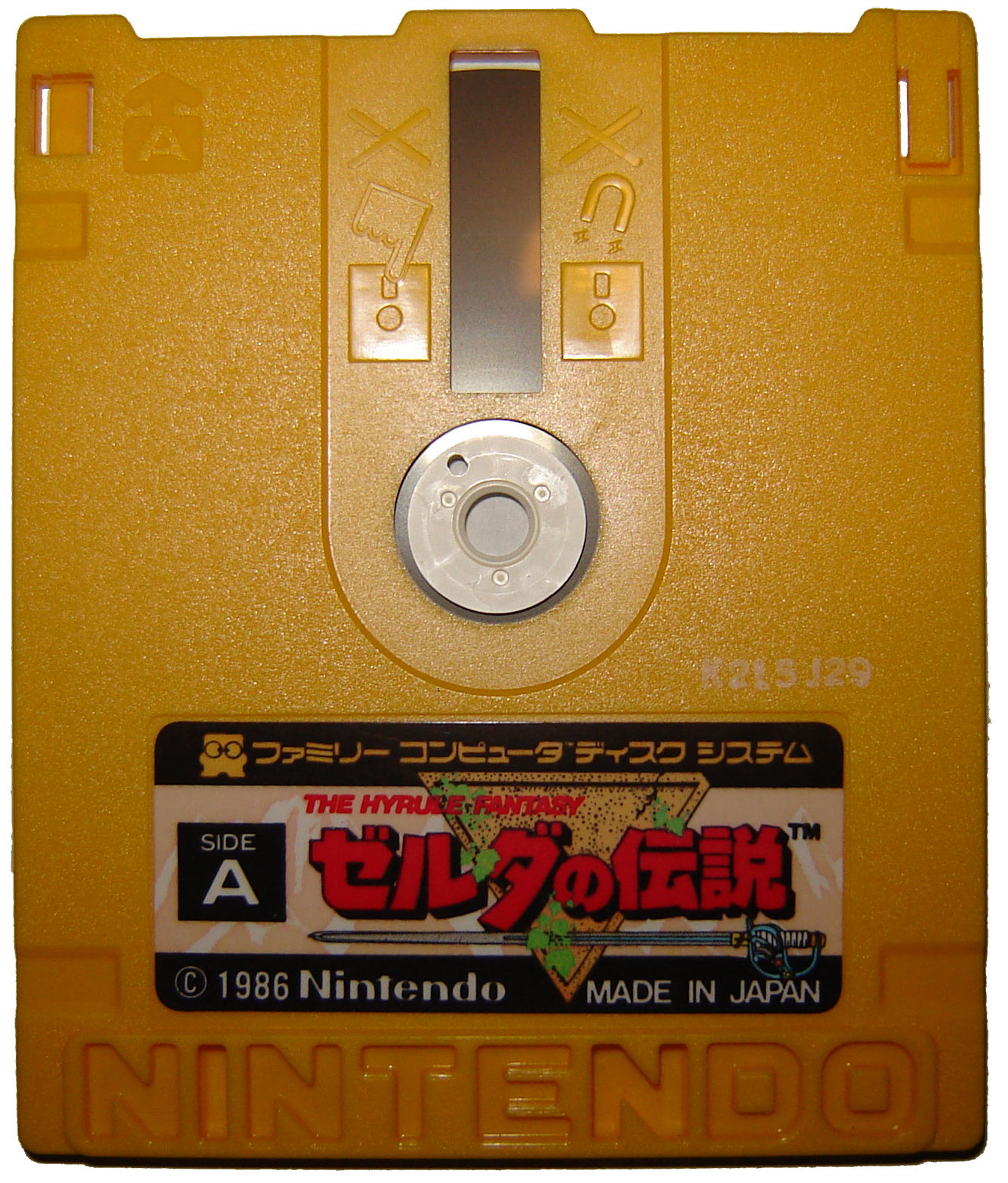
Дискета с игрой Zeruda no Densetsu

Устройство подключалось Famicom через разъем для картриджей с помощью специального адаптера, который также содержал в себе 32 КБ ОЗУ для кэширования данных из дискеты, 8 КБ ОЗУ для хранения тайлов и спрайтов и специальную микросхему ASIC с маркировкой 2C33. Эта микросхема имела встроенный BIOS на ПЗУ объёмом 8 КБ, выполняла функции контроллера дисковода, а также расширяла звуковые возможности Famicom, предоставляя примитивные функции волнового и FM-синтезатора.
Также FDS могла работать от батареек, для чего имелся отсек для 6 батареек типа С. Обычно заряда батарей хватало на пять месяцев ежедневной игры за приставкой. Возможность питания от батарей была предусмотрена для учёта особенностей типовой домашней электросети в Японии, в которой использовались двухштепсельные розетки, уже занятые включенными Famicom и телевизором.
Дискета для FDS представляла собой двусторонний гибкий диск пропиетарного формата размером 2,8 × 3 дюйма (71 × 76 мм), на каждой стороне помещалось до 56 КБ (всего 112 КБ). Данные дискеты представляли собой небольшую модификацию квадратных дискет размером 2,8 дюйма (71 мм) Quick Disk фирмы Mitsumi, которые были весьма популярны в японских домашних компьютерах, музыкальных синтезаторах и некоторых текстовых процессорах. Множество игр использовало обе стороны диска, поэтому пользователю следовало переворачивать диск в процессе игры. Несколько игр вышло на двух дисках (то есть использовалось четыре стороны).
Отличительным признаком дискеты FDS от стандарта Quick Disk было наличие рельефной надписи «NINTENDO» в нижней части каждой стороны дискеты. Это не только брендировало дискету, но и служило для защиты от копирования и неавторизованного выпуска игр — дисковод также имел ответные рельефные выступы внутри отсека для дискет, которые не позволяли вставлять и использовать дискеты без рельефной надписи. Для дополнительной защиты от подмены магнитного носителя всю дискету сделали трудноразбираемой, однако эти приемы оказались совершенно неэффективными: вскоре после выхода FDS на рынок компьютерные пираты очень быстро научились делать необходимые выемки на обычных дискетах формата Quick Disk, что полностью нивелировало аппаратную защиту и породило огромный чёрный рынок дискет с пиратскими играми

### BIOS
В качестве заставки BIOS’а FDS были использованы персонажи наиболее популярного франчайза Nintendo — Марио и Луиджи. После включения FDS и до вставки дискеты на экране происходила непрекращающаяся «битва» между этими персонажами на фоне логотипа Nintendo.

### Надёжность

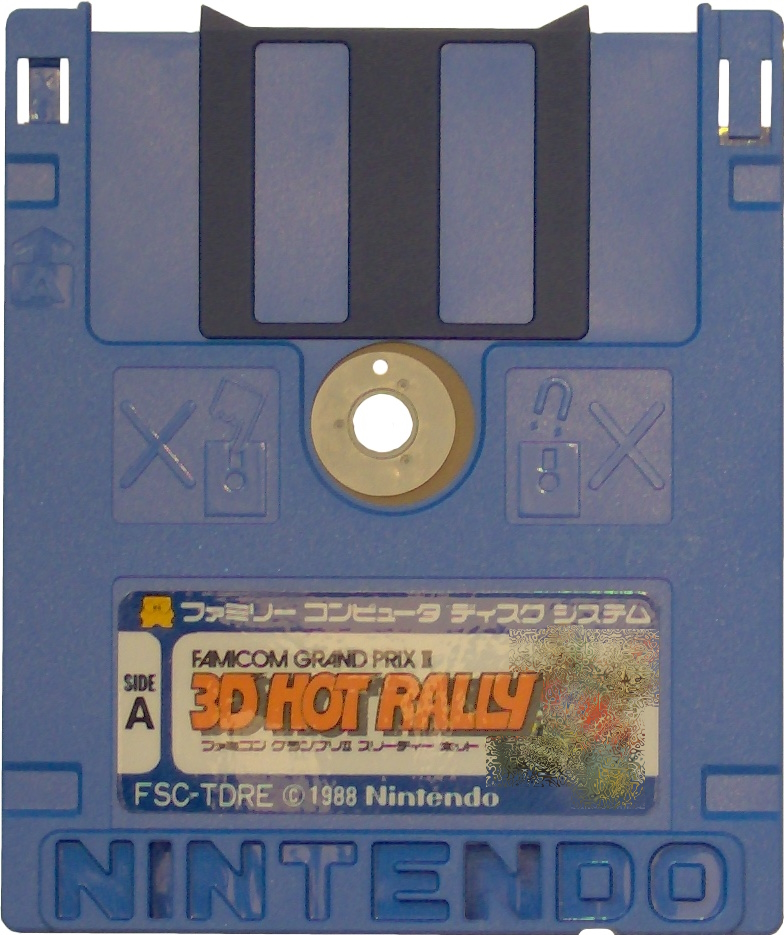
Дискета с игрой 3D Hot Rally с корпусом голубого цвета и пылезащитной шторкой

FDS и её играм были свойственны проблемы с надёжностью. Пассик дисковода имел нестандартную длину, поэтому пассик от обычного дисковода к нему не подходил. До 2004 года Nintendo на территории Японии принимала неисправные FDS для осуществления ремонта или замены пассика. Из-за несовершенства процесса производства старые пассики имеют склонность спонтанно обрываться, растрескиваться или растягиваться.
Также любые дискеты следует перед использованием проверять на читаемость с обеих сторон, так как в конструкции дискет отсутствовала пылезащитная шторка, из-за чего со временем внутри корпуса дискеты могла накапливаться пыль, царапающая поверхность магнитного диска. Наличие всего одного бэд-сектора на диске приводит к неработоспособности игры. Для снижения затрат на производство Nintendo решила отказаться от шторок на своих дискетах (появившихся на дискетах формата 3,5 дюйма), поставляя вместо этого дискеты в вощеных картонных конвертах, подобно устаревшим дискетам формата 5,25 дюйма. Дискеты только нескольких игр имели пылезащитную шторку, такие дискеты выполнялись в корпусах голубого цвета.
В дополнение ошибки, выдаваемые на экран при попытке прочитать сбойную дискету, были предельно лаконичны, что иногда делало трудным для понимания причину её возникновения. Большинство сообщений об ошибке выводилось по шаблону «Err. XX», где вместо XX указывался номер ошибки. Наиболее типичные ошибки, выдаваемые устройством: Err. 02 (исчерпан заряд батарей или попытка включения устройства без батарей), Err. 07 (при начальной загрузке игры дискета вставлена не той стороной), Err. 27 (ошибка, часто указывающая на повреждение поверхности диска). Однако в некоторых случаях ошибки снабжались кратким пояснением, например, рассмотренная ранее ошибка Err. 27 имела пояснение «проблема с диском». В других случаях и в определённых играх, например в FDS версии Zelda II: The Adventure of Link, выводились только номера ошибок без каких-либо пояснений.

## Игры

В Японии Metroid выпускалась на дискетах для Famicom Disk System. Для североамериканского издания игру пришлось переделать под систему паролей, заменявшей возможность сохранять состояние продолжительной игры

Для издания игр для FDS компания Square создала подразделение Disk Original Group, которое издавало игры, разработанные сторонними японскими разработчиками. Эта деятельность стала большим провалом и поставила Square на грань банкротства, которого удалось избежать только благодаря оглушительному успеху игры Final Fantasy. Интересно, что изначально также планировалось издать Final Fantasy на FDS. Однако несогласие Square с политикой Nintendo в области авторских прав вынудило Square издать игру в формате картриджа.
Nintendo портировала в формат дискет для FDS игру Super Mario Bros. Игра, известная на западном рынке как Super Mario Bros. 2, является модификацией игры Doki Doki Panic с измененным названием и перерисованными спрайтами.

### Disk-kun
Nintendo решила проводить конкурс на наибольшее количество набранных в играх очков, маскотом которого был так называемый Disk-kun (известный на английском языке как Mr. Disk или Disk Boy). Одним из призов были две «золотые» дискеты: с играми Golf US course и Golf Japan course (следует отличать от другой игры, известной как просто Golf). Эти «золотые» дискеты также имели пылезащитную шторку. В число призов также входили специальный канцелярский набор, «золотая» дискета с игрой Punch-Out!!, выходившая на Famicom в формате картриджа. Из особенностей этой версии Punch-Out!! следует отметить последнего противника — Super Macho Man, который использовался до того как Nintendo в вышедшей позднее версии для NES использовало образ Майка Тайсона и персонажа Mr. Dream.

## Наследство
Несмотря на то, что с момента прекращения выпуска устройства и игр для него прошло много лет, само устройство и её маскоты до настоящего времени высоко ценятся как Nintendo, так и прочими. Так если в игре Super Smash Bros. Melee для GameCube через меню изменить язык на японский, то галереи трофеев будут переименованы из Nintendo Entertainment System и Super NES в Family Computer и Super Famicom соответственно. Также в этом случае можно открыть трофей Disk-kun, собирая все бонусные очки.
Мелодия системного меню GameCube является сильно замедленным проигрышем, который исполнялся во время загрузки FDS.
В аниме «Моя богиня!» устройство FDS (и, вероятно, дискета) показаны в эпизоде 26.
Музыка, звучавшая при загрузке FDS, также недолго проигрывается на пятом уровне игры Paper Mario: The Thousand-Year Door в момент, когда Принцесса Пич вставляет дискету в компьютер Сира Гродаса.